# Conus pseudonivifer
Espèce
Statut de conservation UICN

 LC  : Préoccupation mineure
Conus pseudonivifer est une espèce de mollusques gastéropodes marins de la famille des Conidae.
Comme toutes les espèces du genre Conus, ces escargots sont prédateurs et venimeux. Ils sont capables de « piquer » les humains et doivent donc être manipulés avec précaution, voire pas du tout.

## Description
La taille de la coquille varie entre 24 mm et 50 mm.
Il s'agit d'une coquille blanche. Ses formes de couleur de certaines taches et caractéristiques semblables à des taches ainsi que les parties intérieures et extérieures vont du brun clair et du caramel au brun et au chocolat et au brun châtaigne.

## Distribution
Cette espèce est présente dans l'océan Atlantique au large du Cap-Vert. 

### Niveau de risque d’extinction de l’espèce
Selon l'analyse de l'UICN réalisée en 2011 pour la définition du niveau de risque d'extinction, cette espèce est endémique aux îles du Cap-Vert, où on la trouve en de multiples endroits autour de Boavista, Sal et Santiago. Cette espèce est plus largement distribuée que de nombreuses autres espèces endémiques du Cap-Vert. Le tourisme balnéaire sur les îles étant appelé à se développer, les populations de cette espèce pourraient subir un stress supplémentaire.

## Taxonomie

### Publication originale
L'espèce Conus pseudonivifer a été décrite pour la première fois en 2004 par les malacologistes António Monteiro, Manuel Jimenez Tenorio (d) et Guido T. Poppe (d) dans « A Conchological Iconography the Family Conidae the West African and Mediterranean Species of Conus »,.

### Synonymes
- Conus (Kalloconus) pseudonivifer Monteiro, Tenorio & Poppe, 2004 · appellation alternative
- Kalloconus pseudonivifer (Monteiro, Tenorio & Poppe, 2004) · non accepté
- Trovaoconus pseudonivifer (Monteiro, Tenorio & Poppe, 2004) · non accepté